# Per-Frederik Cederbaum
Per-Frederik Cederbaum, était un ancien pilote de rallyes suédois.
Il fut le premier vainqueur de son rallye national.

## Palmarès
- 1950: vainqueur du Rallye de Suède, sur BMW 327/328 (copilote Bertil Sohlberg);
- 1950: vainqueur du Rallye du Soleil de Minuit, sur BMW 327/328 (copilote Bertil Sohlberg);
  - 1952: 13e du rallye du soleil de minuit, sur BMW 327/328 (copilote Jacob Douglas);
  - 1951: 14e du rallye de Suède, sur Austin A90.